# Tropenjaar
Een tropenjaar is een jaar dat voor de berekening van pensioenopbouw voor twee telt.
De uitdrukking komt uit de koloniale tijd. Uitgezondenen naar bijvoorbeeld Nederlands-Indië mochten ieder jaar dat zij daar werkten dubbel tellen voor hun pensioen en onderscheidingen. De uitdrukking wordt nog wel gebruikt om aan te geven dat iemand een jaar achter de rug heeft dat wel erg zwaar was.
Een tropenjaar moet niet verward worden met een tropisch jaar.